# Light + Shade
A Light + Shade (magyarul: Fény és árnyék) Mike Oldfield huszonkettedik nagylemeze, amely 2005. szeptember 26-án jelent meg, dupla lemezes formátumban: Az első alcíme "Light" (fény), a másodiké "Shade" (árnyék). A koncepció szerint az első lemezen halkabb, kellemesebb, a másodikon pedig komorabb hangulatú számok szerepelnek. A számok az előző, Tres Lunas albumhoz hasonlóan az Oldfield által készített számítógépes játékok kísérőzenéi. (A Tres Lunas játék után Maestro néven újabb következett.) Egyes számok egy új számítógépes formátumban (U-MYX) is felkerültek a lemezre. Ezeket a darabokat a mellékelt programmal bárki újramixelheti, elkészítheti saját verzióit.

## Számlista
Az összes szám szerzője Mike Oldfield, kivéve, ahol más is jelölve van.
| 1. | Angelique               | Oldfield        | 4:40  |
| 2. | Blackbird               | Oldfield        | 4:39  |
| 3. | The Gate                | Oldfield        | 4:14  |
| 4. | First Steps             | Oldfield        | 10:02 |
| 5. | Closer                  | Oldfield        | 2:51  |
| 6. | Our Father              | Oldfield        | 6:50  |
| 7. | Rocky                   | Oldfield        | 3:19  |
| 8. | Sunset                  | Oldfield        | 4:47  |
| 9. | Près de Toi (bónuszdal) | (tradicionális) | 3:58  |

| 1. | Quicksilver                      | Oldfield          | 5:55 |
| 2. | Resolution                       | Oldfield          | 4:33 |
| 3. | Slipstream                       | Oldfield, Cluts   | 5:15 |
| 4. | Surfing                          | Oldfield          | 5:36 |
| 5. | Tears of an Angel                | Oldfield          | 5:38 |
| 6. | Romance                          | Oldfield          | 4:00 |
| 7. | Ringscape                        | Oldfield          | 4:22 |
| 8. | Nightshade                       | Oldfield          | 5:11 |
| 9. | Lakme (Fruity Loops) (bónuszdal) | Oldfield, Delibes | 4:55 |

### U-MYX (újrakeverhető) számok
(Az első lemezen)
- "Quicksilver"
- "Our Father"
- "Slipstream"
- "Angelique"

## Közreműködtek
Mike Oldfield

gitárok: Fender Stratocaster (pink) 1963 // Paul Reed Smith Signature 1990 // Ramirez Classical 1974 // Fender Precision Bass 1964
zongora: Steinway Grand 1928
billentyűs hangszerek: Roland, Yamaha
számítógépek: Mac G5 (Logic 7), PC (Windows XP Pro + FL Studio)
szoftverek: Glaresoft: iDrum, Linplug: Albino 2, Native Instruments: Absynth 3 / Altered States / FM7 / Morphology / Reaktor / Sounds of Polynesia / Wired, REFX: Vanguard, Spectrasonics: Atmosphere / Stylus RMX, Steinberg: Groove Agent / Hypersonic / Kantos / Slayer / XPhrase
virtuális vokálprogram: Vocaloid – Cantor.

Utólagos billentyűs hangszerek: Robyn Smith ("First Step", "Ringscape"), Christopher Von Deylen ("Nightshade").
Utólagos billentyűs hangszerek: Robyn Smith ("First Step", "Ringscape"), Christopher Von Deylen ("Nightshade").

## Produkció
- Producer és hangmérnök: Mike Oldfield.

## Érdekességek
- Ez az első Oldfield lemez, amelyen nem valódi ember, hanem számítógép énekel, a Vocaloid program segítségével.